# Pseuderesia jacksoni
Pseuderesia jacksoni är en fjärilsart som beskrevs av Henry Stempffer 1969. Pseuderesia jacksoni ingår i släktet Pseuderesia och familjen juvelvingar. Inga underarter finns listade i Catalogue of Life.